# Willis Todman
Willis Todman (* 14. Januar 1966 in Road Town) ist ein Leichtathlet der Britischen Jungferninseln.

## Karriere
Todman trat bei den Olympischen Sommerspielen 1988 im 400-Meter-Lauf der Männer an und schied im Vorlauf aus. In diesem Jahr war er außerdem Fahnenträger für sein Land.
Das zweite Mal trat er bei den Olympischen Sommerspielen 1996 an, wo er zusammen mit seinem Bruder Mario Todman im Vorlauf der 4-mal-100-Meter-Staffel ausschied.